# 메르세데스 AMG 하이 퍼포먼스 파워트레인스
메르세데스 AMG 하이 퍼포먼스 파워트레인스(
Mercedes AMG High Performance Powertrains Ltd)는 포뮬러 원(F1) 머신의 엔진을 제작하는 회사로 영국의 노샘프턴셔주의 브릭스워스에 있는 메르세데스-벤츠 기술 센터에 본사를 두고 있다.
메르세데스 AMG HPP는 메르세데스 벤츠의 모기업인 다임러 AG의 자회사로 500명 이상의 팀이 모기업의 F1 팀인 페트로나스 뿐만 아니라 애스턴 마틴과 윌리엄스에 엔진(파워 유닛)을 공급하고 있으며 엔진의 전체적인 설계, 제조 및 F1 파워 유닛 테스트를 담당하고 있다.